# Pullinki
Pullinki es una montaña de 335 metros de alto en el norte de Suecia, cerca del pueblo de Övertorneå. Esta montaña marca una de las ubicaciones para el Arco geodésico de Struve, un patrimonio de la humanidad.
También hay una estación de esquí alpina en la montaña. Tiene 253 metros de cambio de altitud y 16 pendientes.